# Liste von Narrenrufen
Diese Seite listet eine Auswahl von an Karneval, Fastnacht und Fasching verwendeten Narrenrufen auf.

## Deutschland

### Deutschlandweit
- Helau

Der Ruf „Helau“ ist in vielen Karnevalshochburgen verbreitet. Oft wird er auch mit „ll“ geschrieben. Über seine Entstehung gibt es zahlreiche Erklärungsversuche: Am Niederrhein soll das „Helau“ einmal ein Hirtenruf gewesen sein. Eine weitere Deutung leitet „Helau“ von Halleluja ab. Manche behaupten, dass „Helau“ auch „Hölle auf“ oder „hel auf“ (Hel = germanische Göttin der Unterwelt, hieraus hat sich Hölle entwickelt) bedeuten kann; denn Karneval wird schon seit sehr langer Zeit gefeiert, um den Winter und die bösen Geister, die bei der Öffnung der Hölle auf die Erde kamen, zu vertreiben. Mit Kostümen wurde sich über sie lustig gemacht (siehe alemannische Fastnacht).
- Ahoi

Im Norddeutschen und teilweise in der Pfalz/Kurpfalz, vereinzelt im Badischen und Bayerischen, ruft man „Ahoi“. Der Ursprung liegt in der Schifffahrt: Die Mannschaft des Narrenschiffs im Karnevalsumzug begrüßt das närrische Volk am Straßenrand mit „Ahoi“ und wird mit demselben Ruf zurückgegrüßt.
In Wasungen wird der Stadtname auf Plattdeutsch („Woesinge“) mit einem nachfolgenden „Ahoi“ gerufen. Hier liegt der Ursprung in der Flößerei auf der Werra, was früher eine der großen Ertragsquellen war.

### Baden-Württemberg
- „Narri–Narro“ ist der traditionelle Ruf der alteingesessenen Zünfte in Schwäbisch–Alemannischen Fasnet. Der Narrenruf ist Gruß und Erkennungszeichen der Narren, so wie sich früher Handwerker auf der Walz oder fahrende Studenten grüßten. Der Ruf stellt eine lautmalerische Erweiterung von „Narr“ dar. Statt also „Alaaf“ und „Helau“ wird im Süden und Süd-Westen unter anderem der Ausruf „Narri–Narro“ genutzt. Während „Alaaf“ so viel sagen will wie „Hoch“ oder „Hurra“, dient „Narri, Narro“ als Ableitung von „Narr“ und gilt unter den Feiernden (den „Narren“) untereinander als fröhlicher Gruß.

| Ruf                                                                                     | Ort                                                                                  | Erklärung/Beschreibung |
| --------------------------------------------------------------------------------------- | ------------------------------------------------------------------------------------ | --- |
| 3× Lompa–Seggl                                                                          | Narrenzunft Wildberg 1992 e.V. Wildberg (Schwarzwald)                                | „Burghexen“ und „Grabenteufel“. Noch heute zeugt der Wildberg Hexenturm von der angeblichen Existenz von Hexen im Mittelalter. Auch der Teufel taucht in der Chronik von Wildberg auf, hier lebte im Mittelalter ein Bäcker, den bereits zu Lebzeiten der Teufel ritt. Durch den Betrug beim Messen und Wiegen betrog er die Wildberger Bürger und wurde deshalb zum Tode verurteilt. Doch auch nach dem Tod ließ der Teufel den Bäcker nicht los und zwang ihn, sich „an der Eck“ ruhelos umherzutreiben. |
| Saddel’ma die Hühner                                                                    | Cappel                                                                               | Alter cappelscher Narrenruf, der frohjauchzend vorm Aufbruch ausgerufen wird |
| Knewelle – Hoi!                                                                         | Närrischer Händschich Gölshausen                                                     | Der alte Erstvorstand des Sportvereins rauchte immer eine Pfeife – den Knewel. Daraus abgeleitet ergab sich das Knewelle – Hoi, was dreifach schallt. |
| Hokemo zieh nei!                                                                        | Gamburg                                                                              | Der Narrenruf ist aus einer Sage abgeleitet. Der Hakenmann, Hokemo, zog früher Kinder, die zu nahe an der Tauber spielten, in das Gewässer. |
| Hauge hot hü!                                                                           | Hauingen                                                                             | |
| Hause Hoch!                                                                             | Hausemer Windbeutel (Aglasterhausen)                                                 | |
| Helau – Miau!                                                                           | Ruf der Hilsbacher Katzen in Sinsheim-Hilsbach (Kraichgau)                           | |
| Schandi – Schando                                                                       | Ruf der Schandele der NZ AchalmGautscher (Reutlingen)                                | entstanden nach Schandbild/Prangerbild aus dem Jahr 1111 – noch heute zu sehen am Spitalhof-Tor |
| Doraus – Detnaus, bei d’r alta Lenda naus!                                              | Dorauszunft Saulgau in Bad Saulgau                                                   | abgewandelter Heischespruch aus der Pestzeit |
| Bauze! – Meck!                                                                          | Ostrach                                                                              | Der „Bauzemeck“ (Riedgeist) ist der Namensgeber der Bauzemeck-Zunft Ostrach e. V. |
| Kügele – Hoi                                                                            | Narrenzunft Spritzenmuck in Ehingen (Donau)                                          | Bezug auf kleine Brötchen, die Kügele genannt werden |
| Narro – Hee                                                                             | Trommgesellenzunft Munderkingen e. V. Munderkingen                                   | |
| Narro Hi, Narro Ho, iebers Johr isch wieder so!                                         | Bad Waldsee                                                                          | Narrenzunft Waldsee |
| Käsperle – sei still!                                                                   | Narrenzunft Gomaringer Käsperle                                                      | Vorbild: Gomaringer Vogt „Kaspar“ |
| Ali – Gero                                                                              | Narrenzunft Ailingen                                                                 | seit 1969, bedeutet: Ailinger Gehrenmännle (Hauptfigur der Ailinger Fasnet) |
| Has Has Narro                                                                           | Narrenzunft Seehasen Bodman-Ludwigshafen                                             | seit 1883, ist der „Seehase“ der Namensgeber der Zunft. |
| Schnarragagges – Heidenei                                                               | Narrenzunft Kißlegger Hudelmale                                                      | seit 1966, bezieht sich auf die Einzelfigur, den „Schnarragagges“. Das Original dieser Maske kann auf der Waldburg bestaunt werden. |
| Breisgau – Ofaloch                                                                      | Plätzlerzunft Altdorf Weingarten                                                     | |
| Hoorig, hoorig – isch dia Katz                                                          | Katzenzunft Meßkirch, Narrenzunft Leutkirch, Narrenzunft Zell am Harmersbach, …      | Fasnetsspruch: Hoorig, hoorig, hoorig isch dia Katz, ond wenn dia Katz it hoorig isch, no fangt se koane Meis, Meis, Meis! (Haigerloch und anderswo) Zell a. H.: Hoorig, hoorig, hoorig isch die Katz, un wenn die Katz nit hoorig wär, donn dät sie keine Miesle fonge |
| Alter Weiber, Enta, schnattret hinterm See ond will ma se versaifa no sind se nina meh! | Bad Waldsee                                                                          | Narrenzunft Waldsee |
| Gockelores – Kikeriki                                                                   | Narrenzunft Seegockel Friedrichshafen                                                | |
| Schmecksch dr Brägl?                                                                    | Breisach                                                                             | |
| Ajoo!                                                                                   | Emmendingen                                                                          | seit 1939 |
| Komma Gschwomma!                                                                        | Stuttgart-Hofen                                                                      | |
| Narri – Narro                                                                           | Mittlerer Schwarzwald, Bodensee, Schwäbische Alb, Rheinfelden, Säckingen, Laufenburg | Wird in vielen Ortschaften zusätzlich benutzt. |
| Ho Narro                                                                                | Konstanz am Bodensee                                                                 | So wird in Konstanz insbesondere zum Hemdglonker gerufen. |
| Hoja                                                                                    | Eberbach/Neckar                                                                      | |
| Monte Miau                                                                              | Waldkatzenbach am Katzenbuckel                                                       | |
| Hella, Hella Gamundia                                                                   | Schwäbisch Gmünd                                                                     | |
| Schorle uff ex                                                                          | Trienz                                                                               | |
| Ahoi, Monnem Ahoi                                                                       | Mannheim                                                                             | |
| Alla Hopp                                                                               | Karlsterner-Hexenzunft Mannheim                                                      | nördlichste Hexenzunft im Ländle, gegründet 1996 |
| S’Ahoi                                                                                  | Mannheim (Stichler)                                                                  | |
| Sandhase Hopp                                                                           | Mannheim (Sandhase)                                                                  | wird dreimal gerufen, beim dritten Mal mit dreifachem „Hopp“ |
| Frohoi                                                                                  | Friedrichsfeld (Mannheim)                                                            | |
| Hajo                                                                                    | Heidelberg                                                                           | |
| Montfort – Jehu                                                                         | Tettnanger Narrenzunft                                                               | Im Jahr 1899 wurde zum ersten Mal wird die Parole „Montfort Jehu“ erwähnt. |
| Bier im Gral – Argental                                                                 | Kreuzritter vom Argental                                                             | Tettnanger Narrenverein, gegründet 2004 |
| Halli – Galli                                                                           | Esslingen am Neckar                                                                  | Karnevalsfreunde Esslingen e. V. |
| A-Jau!                                                                                  | Philippsburg                                                                         | |
| Hau-Hu                                                                                  | Neuhausen (Enzkreis)                                                                 | |
| Houlzschlaichel ferschi                                                                 | Westernhausen (Hohenlohekreis)                                                       | |
| Jeggis – nai                                                                            | Bollschweil                                                                          | |
| Oi!-Oi!-Oi!                                                                             | Magstadt                                                                             | |
| Ho-Lei                                                                                  | Leinfelden                                                                           | Die Filderer: „Hoch Leinfelden“ |
| Wileri – Wilero                                                                         | Narrenzunft Weiler Zipfel Weil am Rhein                                              | |
| Mudi – Hajo                                                                             | Mudau, Odenwald                                                                      | Karnevalsgesellschaft Mudemer Wassersucher e. V. |
| Elz - hepfer                                                                            | Langenelz, Odenwald                                                                  | Elzhepfer Langenelz |
| Turm - Spatze                                                                           | Donebach, Odenwald                                                                   | Dumbocher Turmspatze |
| Laudeberch – Üwerzwerch                                                                 | Laudenberg, Odenwald                                                                 | |
| Hinne Houch                                                                             | Buchen (Odenwald)                                                                    | FG Narrhalla Buchen |
| Ohoi                                                                                    | Oftersheim (Kurpfalz)                                                                | CC Grün Weiß Oftersheim |
| Plahoi                                                                                  | Plankstadt (Kurpfalz)                                                                | Plankstadter Carneval-Club Blau-Weiß 1969 e. V. |
| Höhgöiker – Helau                                                                       | Glashofen (Odenwald)                                                                 | FG Höhgöiker Glashofen |
| Schnapsbrenner – Helau                                                                  | Höpfingen, Odenwald                                                                  | FGH70 Höpfemer Schnapsbrenner |
| Aff rappel di uff – Ahoi                                                                | Walldürn                                                                             | FG Fideler Aff Walldürn |
| Wölfe – Hujauf                                                                          | Hardheim                                                                             | seit 1953 Ruf der „FG Hordemer Wölf“ |
| Äiwi voul                                                                               | Külsheim                                                                             | In den 1980er Jahren wurde der Fastnachtsruf „Helau“ durch den Külsheimer Ruf „Äiwi voul“ abgelöst. |
| Seggi – Helau!                                                                          | Seckach (Odenwald)                                                                   | Narrenruf der FG Seggemer Schlotfeger e. V. |
| Schelle schelle – schellau                                                              | Wangen im Allgäu                                                                     | Wangemer Narrenzunft Kuhschelle weiß-rot e. V. |
| Hu Hu Hu                                                                                | Rottweil                                                                             | |
| Friss’n wäg – dr Schnägg‘                                                               | Lörrach                                                                              | |
| Auf die Pauke haut’se – Bauze Bauze                                                     | Neuhausen auf den Fildern                                                            | |
| Ohu-Ohu                                                                                 | Ochsenhausen                                                                         | Karnevalgesellschaft-Narrenzunft Ochsenhausen e. V. |
| Kolba hoch – Verio!                                                                     | Ravensburg                                                                           | Narrenzunft Schwarze Veri; Bezug auf den Räuber Schwarzer Veri |
| Schussenhex – Hexenschuss                                                               | Eiskirch-Mariabrunn                                                                  | Bezug auf die Hexen der Schussen (Fluss) e. V. 1996 |
| Narro – Heil                                                                            | Dischingen                                                                           | |
| Hex – kraz me au!                                                                       | Gomaringen                                                                           | Original Gomaringer Schlosshexa e. V. |
| Hudeli – suff de Wii!                                                                   | Müllheim im Markgräflerland                                                          | Narrenzunft Müllemer Hudeli e. V. 1958. |
| Humpis – Ahoi                                                                           | Brochenzell                                                                          | Narrenzunft Brochenzell e. V. |
| Tschebbede hoi!                                                                         | Simmozheim                                                                           | |
| Gaudi hi – Gaudi do                                                                     | St. Blasien                                                                          | Narrenzunft „der Gaudihans“ St. Blasien |
| Aha-Aha-Aha                                                                             | Weil der Stadt                                                                       | |
| Hecka-Heala, hoi, hoi, hoi                                                              | Wernau (Neckar)                                                                      | zusammengesetzt aus „Heckaler“ und „Wasserheala“, gegenseitige Bezeichnungen der Bewohner der Gründungsorte von Wernau |
| Wasser-Schnalz                                                                          | Wasseralfingen                                                                       | |
| Schenkele Hoch                                                                          | Varnhalt (Baden-Baden)                                                               | Narrenclub Varnhalter Rebschenkele e. V. |
| Strauschuh nuff                                                                         | Baden-Baden                                                                          | Reblandhexen e. V. – auf Hochdeutsch: Strohschuh hoch! |
| Säbel hoch                                                                              | Sinzheim                                                                             | Kartunger Narrenclub e. V. |
| Kii-Holz                                                                                | Bietigheim                                                                           | Bietigheimer Carneval Club e. V., Kiiholz-Buuwe |
| Ta-Hü                                                                                   | Zell im Wiesental                                                                    | |
| Biel-Bocker                                                                             | Irndorf                                                                              | Bielbockerzunft Irndorf |
| Diersche Helau                                                                          | Diersheim                                                                            | |
| Brotsack Helau                                                                          | Bad Rotenfels                                                                        | Narrenvereinigung „Brotsack“, Bad Rotenfels |
| Eichel Helau                                                                            | Bad Rotenfels – Winkel                                                               | Eichelberghexen Winkel e. V. |
| Schanzenbergweiber – Rock nuff                                                          | Bad Rotenfels                                                                        | Schanzenbergweiber Bad Rotenfels |
| Ha-Tschi                                                                                | Fellbach                                                                             | Fellbacher Carneval Club 1981 e. V. |
| Alekeleke                                                                               | Bannholz                                                                             | Gupfe-Fläxer Bannholz |
| Schopfe-ARUBA                                                                           | Schopfheim                                                                           | ARUBA = Außer Rand und Band |
| WI-BUFA                                                                                 | Wiechs                                                                               | Wiechser Buure Fasnet |
| Huse-Ho                                                                                 | Hausen im Wiesental                                                                  | |
| Eie – Am See                                                                            | Eichen                                                                               | Eiemer Seelied |
| Schuri – Schura – Schurum                                                               | Bad Schussenried                                                                     | Narrenzunft Bad Schussenried e. V. |
| Wulle Wack                                                                              | Limbach, Baden                                                                       | |
| Mugge Batscher                                                                          | Muckental, Baden                                                                     | |
| Remmi – Demmi                                                                           | Remmingsheim, Baden-Württemberg                                                      | Narrenfreunde Remmingsheim 1990 e. V. |
| Kröten Helau!                                                                           | Tauberbischofsheim                                                                   | FG Bischemer Kröten |
| Schlackohr – Helau                                                                      | Assamstadt                                                                           | |
| Glas – Bläser (/ Scherba – Haufa / Hidta – Kracher)                                     | Glasbläserzunft Glashütte                                                            | |
| Backana ha no!                                                                          | Backnang                                                                             | Ursprung im Jahr 1957 |
| Schelle, schelle Sechser, alli alti Hexe.                                               | Offenburg                                                                            | Der Offenburger Narrenruf war die Inspiration für die Figur der Offenburger Hexe. |
| Batsch – nass! Furz – trocka! Kanal – voll!                                             | Schramberg                                                                           | Da-Bach-na-Fahrt der Narrenzunft Schramberg e. V. |
| Herre, Herre – Gungele                                                                  | Freiburg-Munzingen                                                                   | Gigili Geister Munzingen |

### Bayern
- Hio
  - So rufen die Narren in den Faschingshochburgen von Bayerisch-Schwaben, wie z. B. Kötz, Burgau, Unterknöringen, Offingen, Jettingen und Haldenwang.
- Wo nei? Da Bach nei!
  - So rufen die Narren aus der Narrenzunft der Stadtbachhexen in Memmingen.
- Kille-Wau
  - So rufen die Narren beim Dietfurter Chinesenfasching.
- Aja Aja – Bussi Bussi
  - Narrenruf der Faschingsgesellschaft Frohsinn Narradonia Wörth an der Donau
- Rottach – dolé
  - So ruft die Faschingsgilde Rottach in Kempten (Allgäu).
- Ja, verreck!
  - heißt es in Günzburg, wenn der „Stadtbutz“ kommt; im Fränkischen auch Ja feregg[16] gesprochen.
- Blunz Blauz – hei hei
  - „Schlachtruf“ der Faschingsgesellschaft Laudonia in Lauingen (Donau).[17]
- Glinke auf – hoi, hoi, hoi
  - „Schlachtruf“ der Gundelfinger Faschingsgesellschaft »Die Glinken« e. V.[18]
- Schluck auf Schluck! Muc, Muc, Muc!
  - Narrenruf aus München.
- Wo na – Do na
  - „Schlachtruf“ der Lustigen „Allgäuer & Gschnaidtweible“ des Faschingskomitee Kimratshofen.[19]
- Prozele – Hom Hom!
  - Die „Dabbefänger“ des Carneval Club Dorfprozelten e. V. (CCD) am bayerischen Untermain beantworten den Ruf „Prozele“ (Dorfprozelten) mit dem Gegenruf „Hom Hom“ (= heim heim). Erklärung: Die Gemeinde Dorfprozelten am Untermain war eines der größten Schifferdörfer in Deutschland. Also gab es viele Schiffer im Ort, die öfter in der Fremde waren als zu Hause. Als sie dort gefragt wurden: Wo fahrt ihr denn hin?, da antworteten sie: Hom! (Heim!)
- Halli – Sassi!
  - Narrenruf der Faschingsgilde Hauzenberg. Er beruht darauf, dass der Bürgermeister nach einer Feier den Namen des Kaisers Haile Selassie von Äthiopien nicht mehr fehlerfrei aussprechen konnte.
- Radi-Radi
  - Narrenruf der Regensburger und ihrer Faschingsgesellschaft Narragonia.[20] Möglicher Ursprung: die Rettiche, die im Vorort Weichs angebaut werden (bairisch: Radi), oder der keltische Name der Stadt, Ratisbona.
- Heee du Heee!
  - Der Ausruf am Gaudiwurm in Marktoberdorf im Allgäu.
- Lari – Fari
  - Narrenruf in der Marktgemeinde Regenstauf. Ursprung: Bei der Gründung der örtlichen Faschingsgesellschaft Lari-Fari Diesenbach war der Lautstärkenpegel so groß, dass der Vorsitzende sagte: „Seit’s stad, sonst könn’ ma uns glei’ Lari-Fari nennen!“[21]
- Nandalla
  - Narrenruf der Narrhalla Nandlstadt e. V. (Lkr. Freising)
- Awaaf
  - Narrenruf in Bayreuth
- Diddi – Diddi
  - Narrenruf in Dietldorf / Burglengenfeld
- Buli – Buli
  - Narrenruf in Burglengenfeld
- Halei
  - Faschingsclub Großenbrach
- Nürnberg, aha!
  - Narrenruf in Nürnberg
- Amberg, Oho
  - Narrhalla Rot-Gelb Ruf in Amberg
- Katzenfliacha – Miau! Miau!
  - Narrenruf in Schnufenhofen
- Wetterhexa – Hexawetter!
  - Narrenruf in Altusried

- Wehri – Wehro
  - Narrenruf in Wehringen bei Augsburg
- Menkingen Ahoi
  - Narrenruf in Schwabmünchen

### Berlin
| Ruf                                         | Ort     | Erklärung/Beschreibung                            |
| ------------------------------------------- | ------- | ------------------------------------------------- |
| Heijo                                       | Berlin  | abgeleitet von den Begriffen Heiterkeit und Jokus |
| Karneval an Havel und Spree – olé, olé, olé | Spandau |                                                   |

### Brandenburg
| Ruf                 | Ort                    | Erklärung/Beschreibung |
| ------------------- | ---------------------- | --- |
| Rucki Zucki – Olé!  | Angermünde             | |
| Spargel spitz!      | Beelitz                | |
| Heveller Helau!     | Brandenburg            | |
| Mal-Neu!            | Gartz (Oder)           | |
| Golßen – Nuff Nuff! | Golßen (Niederlausitz) | |
| Rüdersdorf – Helau! | Rüdersdorf bei Berlin  | |
| Rhinland Alaaf!     | Fehrbellin             | Rhinland leitet sich von der Region Rhinland, dem Fluss Rhin ab; Alaaf! aus der Rheinländischen Tradition der Gründerin des örtlichen Karnevalsvereins FKK Fehrbelliner Karneval Klub e. V. |
| WCV – Helau!        | Woltersdorf bei Berlin | Woltersdorfer Carneval Verein |

### Franken
| Ruf                    | Ort                                    | Erklärung/Beschreibung |
| ---------------------- | -------------------------------------- | --- |
| Ahaaa!                 | Ipsheim, Nürnberg, Schwabach, Zirndorf | „Schlachtruf“ bei Umzügen und Sitzungen |
| Alaa                   | Allersberg                             | |
| Alda Waaf!             | Wallenfels                             | „Schlachtruf“ der Wallnfelse Fousanoacht |
| Allamoschee,           | Effeltrich                             | Französische Wurzeln – „Allez Messieurs“- Der Begriff Allamoschee existierte in Effeltrich schon vor der Gründung des Fosanochtsvereins 1978. Erwähnt wurde der Name beim über die Grenzen hinaus bekannten Effeltricher Winteraustreiben. Die „Strohbären“ wurden hier unter anderem vom in Frankreich lebenden Schorsch mit den Worten „Allez Messieurs“ durch das Dorf getrieben, woraus der Begriff „Allamoschee“ entstand. |
| alzi bib               | Markt Bibart                           | Faschingsgeselleschaft AlZiBib |
| Bayreuth Awaaf!        | Bayreuth                               | So rufen die Oberfranken aus Bayreuth – wobei ostfränkisch Waaf soviel bedeutet wie „a Gschmarre“, auf Hochdeutsch: „keinen Schund reden“. |
| Halex                  | Bischofsheim in der Rhön               | Ableitung des Spottrufes ahl Hex also: „alte Hexe“ |
| Helau                  | Fastnacht-Verband Franken              | |
| Hellblau               | Estenfeld                              | Estenfelder Feierfreunde |
| Häbberla Mäh           | Neustadt an der Aisch                  | Ableitung vom Ruf des Geißbocks, dem inoffiziellen Wahrzeichen der mittelfränkischen Kreisstadt. |
| Idis Ahoi              | Coburg                                 | |
| Kronich Feuedunnekeil! | Kronach                                | „Schlachtruf“ der Kroniche Fousanaocht, übernommen von den Flößern, die bis ins 20. Jahrhundert das Holz vom Frankenwald aus bis an die Nordsee flößten. |
| Mochum Ohleit!         | Dürrwangen                             | Seit 1973 Ruf der Sitzungen des Pfarrfaschings |
| Ohoo!                  | Bad Windsheim                          | Karnevalsgesellschaft Windshemia |
| Schnüdel Klar          | Würzburg-Unterdürrbach                 | Faschingsgesellschaft Dürrbacher Kaviar |
| Tschi Tscha Tscha      | Schopfloch (Mittelfranken)             | Ruf der Sitzungen der Fastnachtsgesellschaft Medine e. V., einem der acht Gründungsmitglieder des Fastnachts-Verbands Franken |
| Wallbuh                | Eltmann                                | Der Ruf leitet sich von dem Wahrzeichen der kleinen Stadt, dem Wallburg-Turm (auch „die Wallburg“), ab. |
| Weischau Helau!        | Weischau                               | „Schlachtruf“ beim Weischauer Faschingsumzug |
| Zeilau!                | Zeil am Main                           | |
| Loschedder Gwaaf!      | Lonnerstadt (Mittelfranken)            | Der Ruf der jährlichen Lonnerstadter Faschings-Gaudi |

### Hessen
- Gräilau (Griedel)

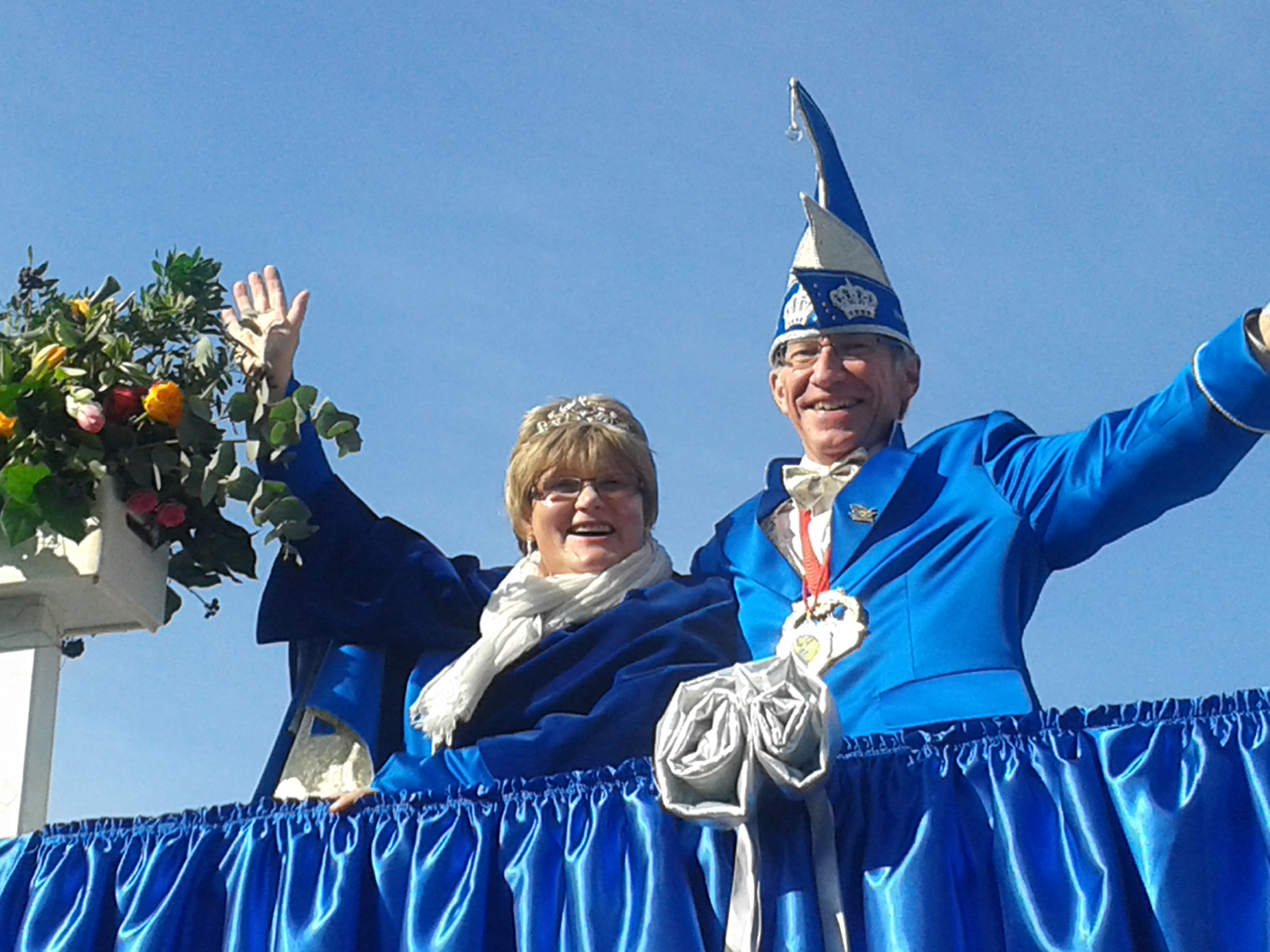
Narrenruf des Obertiefenbacher Prinzenpaares, 2014

  - Im Butzbacher Ortsteil Griedel (Gräile im örtlichen Dialekt), einer der Fastnachtshochburgen in der Wetterau, wird in der Fassenacht „Gräilau“ gerufen, einer Mischung aus Griedel und Helau. Neben den Fremdensitzungen und diversen anderen Veranstaltungen schlängelt sich am Faschingssonntag auch noch ein närrischer Lindwurm durch den Ort, in dem Lokales auf die Schippe genommen wird und die Narren mit lautem dreifachen „Gräilau“ begrüßt werden.
- Mörlau (Ober-Mörlen)
  - In Ober-Mörlen gilt bei Narren die Symbiose des Helau mit dem Umgangssprachlichen Namen der Gemeinde „Mörle“. Der verdreifachte Schlachtruf unterscheidet sich bei den beiden Karnevalsvereinen jedoch. So heißt es bei der 1. Karnevalsgesellschaft „Mörlau“: „Ein dreifach kräftiges Mörlau …“, bei dem Mörlauer Carneval Club: „Mirle-Mörlau, …“
- Hallau (Offenbach am Main)
  - In Offenbach am Main rufen die Narren „Offebach – Hallau“. Zu beachten ist, dass „Hallau“ mit zwei „l“ geschrieben wird, im Gegensatz „Helau“. Ein Offenbacher Prinz soll einmal zu später Stunde den Ruf nicht mehr so deutlich hinbekommen haben, und so haben die Gäste dieses „Hallau“ übernommen und beibehalten. Auch im Stadtteil Bieber wird der Ruf verwendet, hier rufen die Narren „Bieber-Hallau“.

Weitere Orte:
| Ruf                          | Ort                                        | Erklärung/Beschreibung |
| ---------------------------- | ------------------------------------------ | --- |
| Alau                         | Bad Nauheim                                | |
| Bensem – Eijo                | Bensheim                                   | |
| Hä-Hopp!                     | Darmstadt                                  | |
| Dibborsch – Äla              | Dieburg                                    | Äla soll der Ruf beim Gänsehüten gewesen sein |
| Kikeri – Ki                  | Dirlos                                     | angelehnt an den Ruf des Wappentieres |
| Ewwerscht – Helau            | Eberstadt                                  | |
| Espenau – Helau              | Espenau                                    | |
| Hall die Gail                | Flörsheim                                  | Halte die Pferde! (Kommt aus der Zeit, als noch viele Pferdegespanne dabei waren) |
| Klaa Paris - Helau           | Frankfurt-Heddernheim                      | Klaa Paris (Klein-Paris) bezeichnete zu Zeiten des preussischen Frankfurt den vor den Toren Frankfurt liegenden zu Mainz gehörigen Ort Heddernheim, wo die Frankfurter gerne zum Feiern gingen: „Hier ist die Luft freier, die Leute leichtherziger, fröhlicher, hier ist es wie in Paris.“ |
| Kikiri – ki                  | Freiensteinau                              | abgeleitet vom Vereinsnamen, der am Ende einer langen Nacht im Jahr 1901 entstand |
| Fribersch-Helau              | Friedberg                                  | |
| Alle Wille                   | Fritzlar                                   | |
| Fölsch Foll – Hinein         | Fulda                                      | |
| Ahoi                         | Gräfenhausen                               | |
| Hie Schlott                  | Griesheim                                  | |
| Hepprum - Helau              | Heppenheim (Bergstraße)                    | |
| Babbe – gei                  | Ilbeshausen-Hochwaldhausen                 | abgeleitet von einer Sage, die den Spitznamen Papageien für die Ortseinwohner begründet |
| Laurissa – Helau             | Lorsch                                     | |
| Hahl Dunne                   | Naumburg                                   | bedeutet so viel wie „Halt durch!“ |
| Hei dou                      | Nidda                                      | |
| Alles Fastnacht? Oder was!!! | Nieder-Ramstadt                            | seit über 30 Jahren der Gruß der KJG (= Komische Junge Garde) |
| Deijfemoch – Helau           | Obertiefenbach, Landkreis Limburg-Weilburg | Narrenruf der Fastnachtsgemeinschaft Obertiefenbach (FGO) und der Fastnachtsgarde von 1995 |
| Gud’ Stuss – Ahoi            | Offenbach-Bürgel                           | |
| Rosbach Rolau                | Rosbach vor der Höhe                       | |
| Butzche laaf                 | Schweinsberg                               | |
| Seem Helau!                  | Seeheim-Jugenheim                          | |
| Ulau                         | Usingen                                    | |
| Schurri                      | Volkmarsen                                 | |
| Zwingebersch – Helau         | Zwingenberg                                | |

### Mecklenburg-Vorpommern
| Ruf     | Ort     | Erklärung/Beschreibung                                            |
| ------- | ------- | ----------------------------------------------------------------- |
| RKC Ole | Rostock | Schlachtruf des Rostocker Karneval Club. Er wird dreimal gerufen. |

### Niedersachsen
| Ruf                            | Ort               | Erklärung/Beschreibung                                  |
| ------------------------------ | ----------------- | ------------------------------------------------------- |
| Brunswiek Helau                | Braunschweig      | vom plattdeutschen Namen der Stadt                      |
| Helau, Fastaubend              | Damme (Dümmer)    | Ruf der Dammer Carnevalsgesellschaft von 1614           |
| Ganderkesee hinein – he geiht. | Ganderkesee       |                                                         |
| Hütte Helau!                   | Georgsmarienhütte | Georgsmarienhütte heißt im Sprachgebrauch kurz „Hütte“. |
| Hameln Helau                   | Hameln            |                                                         |
| Pott Heißa                     | Hildesheim        |                                                         |
| Osterode Helau!                | Osterode am Harz  |                                                         |
| Osna Helau!                    | Osnabrück         | Ruf zum „Ossensamstag“                                  |
| Scha-lau!                      | Schandelah        | Schlachtruf der Jungen Gesellschaft Schandelah.         |
| Solte Alaaf                    | Salzgitter        | Ruf der Sölter Karnevalfreunde                          |
| Ahoi!                          | Varel             | Ruf der KG Waterkant                                    |

### Nordrhein-Westfalen und nördliches Rheinland-Pfalz

#### Rheinland: Alaaf, Aloha, Helau
- Alaaf (Köln, Bonn, Leverkusen, Rheinisch-Bergischer Kreis, Oberbergischer Kreis, Rhein-Sieg-Kreis, Rhein-Kreis Neuss, Rhein-Erft-Kreis, Kreis Euskirchen, Düren, Eschweiler, Stolberg, Aachen, Andernach, Landkreis Neuwied, Kreis Ahrweiler (nördlicher Teil), Herschbach)

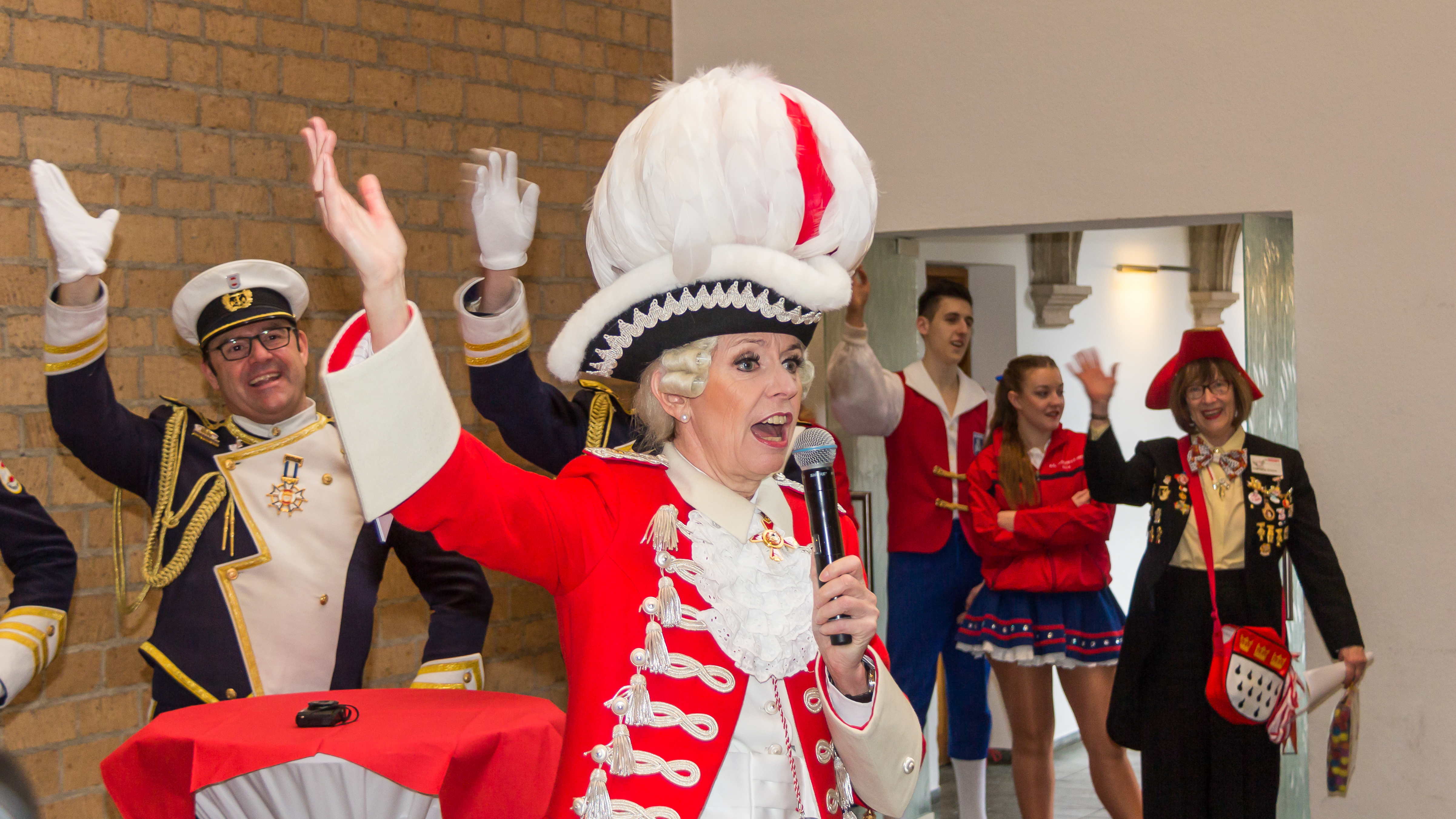
Köln Oberbürgermeisterin Henriette Reker mit typischer Handbewegung für den Alaaf-Narrenruf, 2016

Eine dem Kölle Alaaf ähnliche Formulierung ist zum ersten Mal in einer Bittschrift des zu Köln geborenen geheimen Rats Metternich zur Gracht an seinen Kurfürsten für das Jahr 1635 schriftlich belegt. Ursprünge des Wortes „all af“ („alles ab“ / „alles weg“) auch in Trinksprüchen legen Inschriften auf Bartmännern nahe. Einige solcherart beschriftete Krüge aus der Zeit um 1550 werden im Kölnischen Stadtmuseum aufbewahrt. Seit der Erneuerung des Karnevals ab 1823 ist „Kölle Alaaf“ auch ein Ruf der kölschen Jecken.

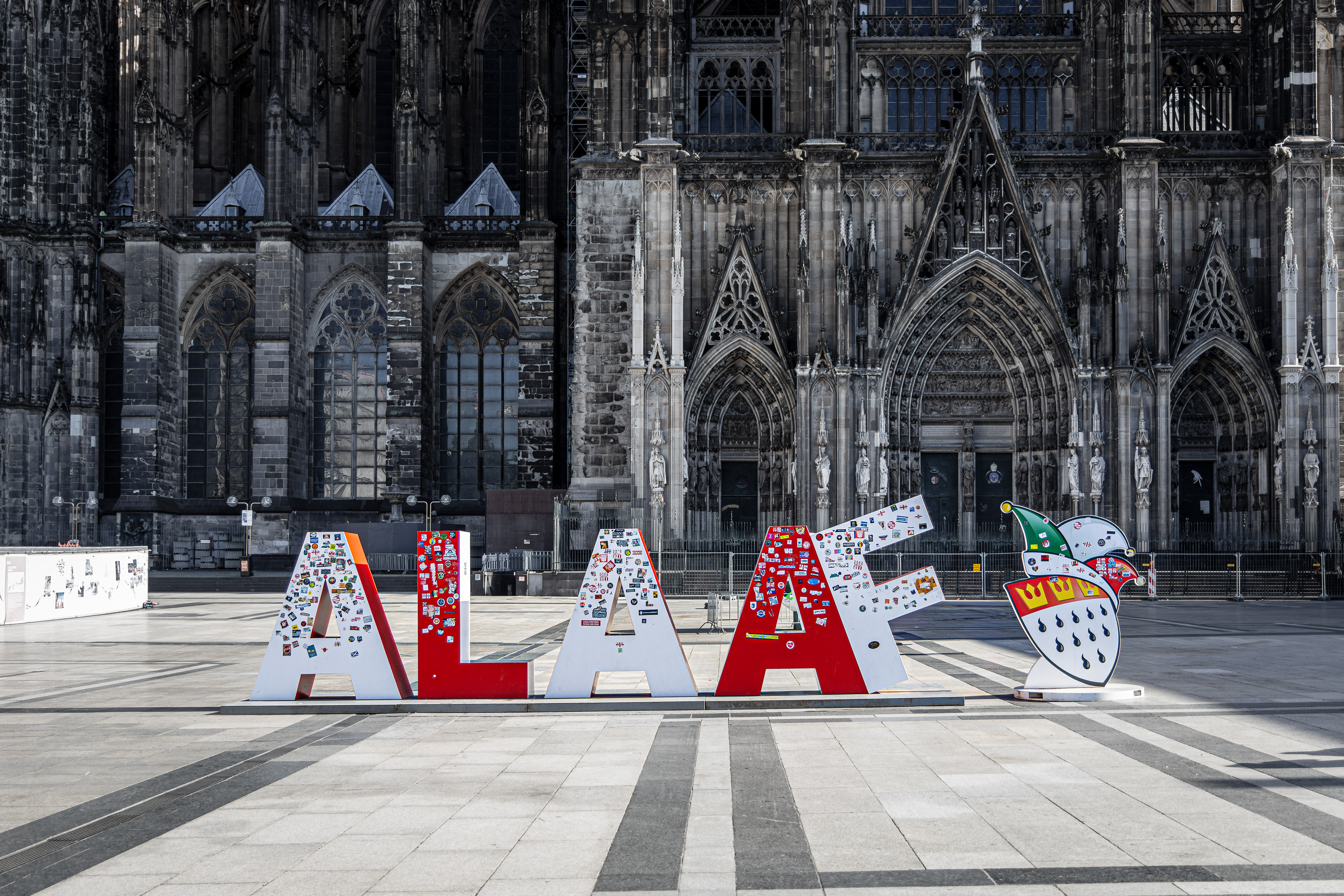
Schriftzug „Alaaf“ vor dem Kölner Dom

Als weitere Erklärung bietet sich an, dass es immer schon Sprachverbindungen entlang der Rheinschifffahrtsroute nach Süden gab. Im alemannischen und heute weit verbreitet im österreichischen Sprachgebrauch heißt „eine Maske“ „a Laaf’n“. Da die Sprachähnlichkeiten aufgrund der Handelsbeziehungen entlang des Rheins in frühen Zeiten zwischen Vorarlberg und den Rheinsiedlungsgebieten ähnlicher war als die mit dem direkten Hinterland, kann dieser Ausdruck also auch aus dem Alemannischen mitgebracht worden sein, als Schlachtruf also für die Zeit der Masken: „Kölle Alaaf“ = „Ganz Köln eine Maske“. Dagegen spricht, dass „Alaaf“ erst seit etwa 1880 in nennenswertem Umfang Einzug in den Karneval gefunden hat, aber bereits 1748 in Kölner Universitätsakten in der Fassung „Allaff Cöllen“ als „antiquum illud commune adagium“ – jener alte, allgemein verbreitete Spruch – bezeichnet wurde.
In Köln und in der weiteren linksrheinischen Umgebung von Köln (im weiteren Sinne bis in die niederländischen Regionen Noord-Brabant und Limburg) heißt der Karnevalsruf „Alaaf“, so z. B. „Oche Alaaf“, rechts des Rheins heißt es dagegen meist „Helau“. Im rechtsrheinischen Teil des Rhein-Sieg-Kreises, in den rechtsrheinischen Stadtteilen Bonns sowie im Rheinisch-Bergischen Kreis, in Leverkusen und im Oberbergischen rufen die Jecken jedoch auch alle Alaaf. Im Rhein-Kreis Neuss liegt die Stadt Dormagen, bei der in allen Stadtteilen „Alaaf“ gerufen wird, außer im nördlichsten Ortsteil Stürzelberg, in dem seit jeher „Helau“-Rufe der Standard sind. Auch im linksrheinischen Rhein-Sieg-Kreis wird im Dorf Dünstekoven in der Gemeinde Swisttal seit vielen Jahren „Helau“ gerufen, um sich von den umliegenden Orten abzugrenzen. In den „Alaaf“-Gebieten, die in etwa mit dem Verbreitungsgebiet ripuarischer Plattsprachen zusammenfällt, gilt es als unschicklich, „Helau“ zu benutzen. Entsprechendes gilt für „Helau“-Gebiete.
- Aloha (Köln)

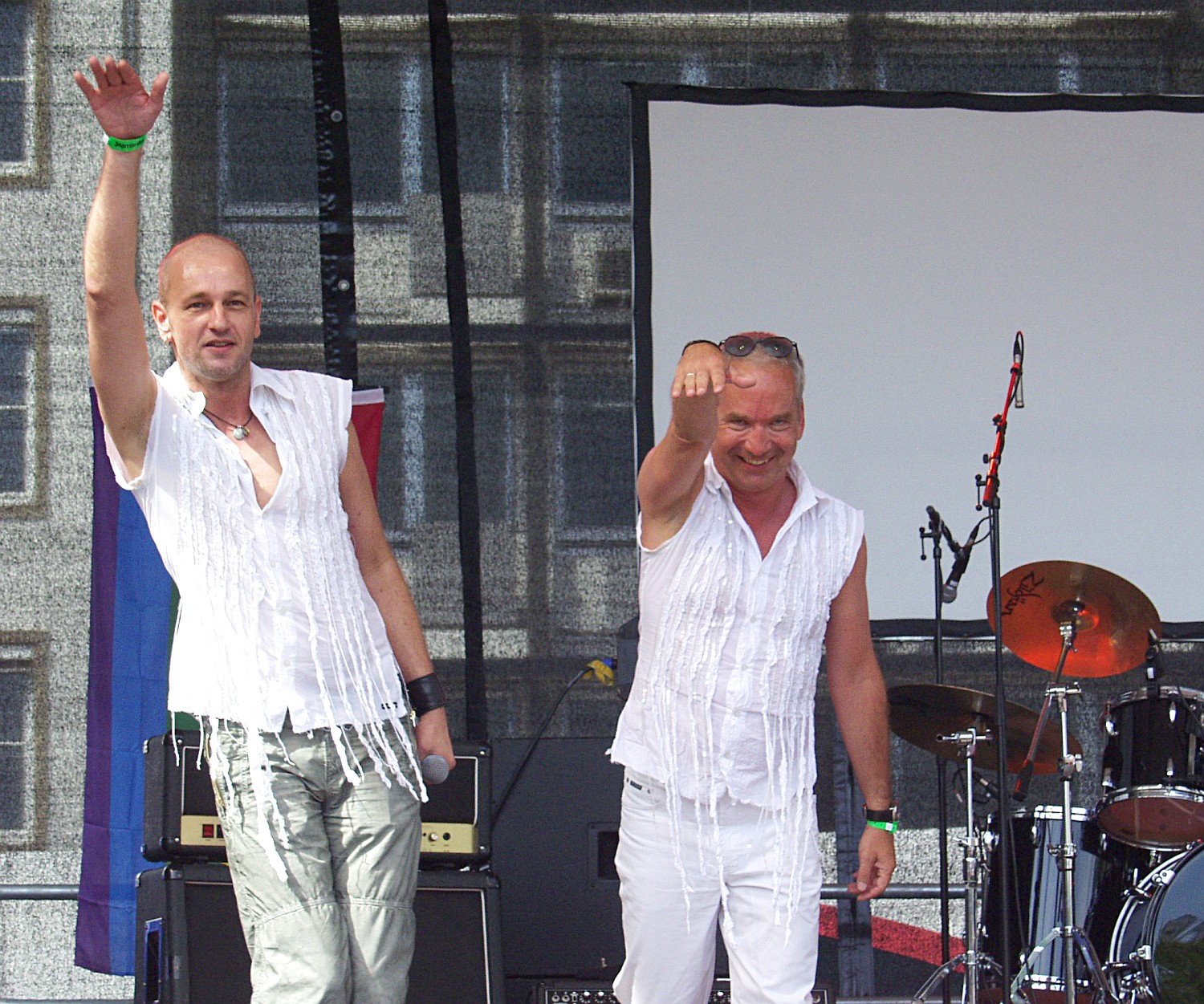
Stephan Runge und Claus Vinçon führen den Aloha-Ruf auf der ColognePride 2006 aus

Schwule und Lesben veranstalteten von 1994 bis circa 2006 die Rosa Sitzung. Bei dieser Kölner Veranstaltung wurde statt Alaaf „Aloha“ gerufen. Dieser Ruf entstand während des Cologne Pride in Köln. Im Gegensatz zum „donnernden“ Alaaf-Ruf wird er sanft gedehnt ausgerufen. Der Arm wird dabei nicht wie beim „Alaaf“ gerade gestreckt nach oben gerissen, sondern eher langsam nach oben geführt und die Hand oben nach vorne abgeknickt (sieht dann aus wie der Ausgießer bei einer Teekanne, die sog. „Fallhand“).
- Helau (Düsseldorf, Rhein-Kreis Neuss,[31] Duisburg, Krefeld sowie Niederrhein-Region)

Eine im Rheinland verbreitete Legende besagt, dass die Karnevalsrufe Alaaf und Helau im Mittelalter aus einem bewaffneten Konflikt der Bewohner Kölns mit Mainzer Kaufleuten entstanden sind. Köln hatte im Mittelalter das sogenannte „Stapelrecht“. Jedes Handelsschiff, das ab 1259 Köln passierte, musste drei Tage lang die geladene Ware zu einem festgelegten Preis zum Verkauf anbieten. Der Ruf Alaaf bedeutete dabei so viel wie „Alles abladen!“. Ein Mainzer Kaufmann widersetzte sich der Legende nach diesem Privileg mit Waffengewalt und dem Ausruf „Ik will he lau fahrn!“. Den Mainzer Kaufleuten gelang es schließlich, die Blockade mit ihrem Schiff zu durchbrechen, wobei ihr Anführer tödlich verwundet wurde. Beerdigt wurde der Händler bei Kaiserswerth, sodass heutzutage der Karnevalsruf der Kölner Alaaf ist und die Antwort der Mainzer und Düsseldorfer Narren „Helau“ lautet.

#### Andere Rufe im Rheinland und im Westerwald
| Ruf                         | Ort                                              | Erklärung/Beschreibung |
| --------------------------- | ------------------------------------------------ | --- |
| Asbisch Alaaf               | Asbach (Westerwald)                              | Asbisch = Asbach |
| Alekerch Schepp Schepp      | Altenkirchen (Westerwald)                        | Alekerch = Altenkirchen; Schepp Schepp = von „Schnee schaufeln“ (scheppen) |
| Hä Dau                      | Bendorf                                          | „Hallo Du“ wird in der Stadt Bendorf gerufen. |
| Burger Brezel               | Burg                                             | |
| Strobersch – Bösch Bösch    | Dormagen-Straberg                                | Spielt auf die Lage des „Walddorfs“ Straberg an: Bösch = Wald. |
| Gloria tibi Dülken          | Dülken                                           | „Ehre dir, Dülken“ |
| Trän Drop!                  | Düsseldorf-Niederkassel                          | Tret drauf! |
| I-a                         | Düsseldorf-Unterbach                             | Durch Düsseldorf-Unterbach fließt der Eselsbach. Auch das Wappen des Stadtteils ziert ein Esel. |
| De Bahn is kloar            | Effeld, Ortsteil von Wassenberg                  | Narrenruf der „Effelder Kaffeemänn“ aus der Zeit, in der über die nahe Grenze zu den Niederlanden Kaffee und Zigaretten geschmuggelt wurden. „De Bahn is kloar“ war der Ruf, wenn kein Zöllner zu sehen war – Der Weg ist frei. |
| Kall du!                    | Engelskirchen                                    | Red’ du! |
| Maak Mött                   | Erkelenz                                         | „Mach mit“ |
| Nadda Jöhh                  | Fensdorf                                         | Ausruf des Fensdorfer Karnevals-Club (FKC) |
| Bat Nau                     | Gladbach (Neuwied)                               | „Was nun?“ |
| Ömmer parat                 | Heimbach-Weis                                    | „Immer bereit“ heißt es im Ortsteil Heimbach. |
| Oos kann käner              | Heimbach-Weis                                    | „Uns kann keiner was“ wird im Ortsteil Weis benutzt. |
| Nadda Jöhh!                 | Herdorf                                          | „Na dann hü!“ (Befehl an den Zugochsen zum Aufbruch) |
| Herschbach Alaaf            | Herschbach                                       | Ruf der Karnevalsgesellschaft Herschbach 1912 e. V. und Ruf des Möhnenverein „Fidelio“ Herschbach e. V. |
| Hui! Wäller! (Allemol!)     | Herschbach                                       | Ruf der Närrischen Ritter Westerwald e. V. |
| Itter Itter Helau           | Hilden                                           | Die Itter ist ein rechter Nebenfluss des Rheins. |
| Olé                         | Hückelhoven                                      | reimt sich auf HKG (Hückelhovener Karnevalsgesellschaft) |
| Breetlook                   | Hüls (Krefeld)                                   | Breitlauch (Porree); der Legende nach sollen Marktfrauen den Einmarsch französischer Kavallerie durch Werfen von Porree-Stangen verhindert haben.                                                                               |
| Vür bäi (on hinne avjedaut) | Irlich, Stadtteil von Neuwied                    | „vorne bei und hinten weggedrückt“ |
| Wat is?                     | Kelz                                             | „Um ene für ene Jeck zu haale“ |
| Kowelenz Olau               | Koblenz                                          | Kowelenz = Koblenz |
| Kruft Helau                 | Kruft                                            | |
| Hie Höh                     | Kurtscheid                                       | „Hier auf der Höhe“ |
| Japp Moett                  | Kückhoven                                        | KüKaGe de Jappstoeck |
| Linz Alaaf!                 | Linz am Rhein                                    | |
| Malberg Helau               | Malberg (Westerwald)                             | |
| Meckem Alaaf                | Meckenheim                                       | „Meckenheim Alaaf“ |
| Al-Ersch Alaaf              | Meckenheim-Altendorf und −Ersdorf                | „Altendorf-Ersdorf Alaaf“ |
| Mengde IA!                  | Menden (Sankt Augustin)                          | „Menden IA!“ |
| Halt Pohl                   | Mönchengladbach                                  | „Halt die Stange“ |
| Mueschbech deheem           | Morsbach                                         | = in Morsbach zuhause |
| Sankhaas höpp höpp          | Myhl, Ortsteil von Wassenberg                    | Das Symbol des Myhler Karnevals ist der Sankhaas. |
| Käfer fleech                | Neersbroich, Ortsteil von Korschenbroich         | „Käfer, flieg“ |
| Et fluppt                   | Bettrath/Neuwerk, Ortsteil von Mönchengladbach   | „Es läuft“ |
| Föschbe Hau Ruck            | Niederfischbach                                  | |
| Maak Möt                    | Niederkrüchten                                   | „Mach mit“ |
| Erbach Olé                  | Obererbach (Westerwald)                          | „Olé“ rufen die Hobby Carnevalisten Erbachtal (HCE). |
| Spitz pass op!              | Oberhau                                          | In Anlehnung an die örtliche Karnevalsgesellschaft „Spitz pass op“ – zweigeteilt – Vorrufer: Spitz – Antwort: pass op |
| Halt Uut                    | Pesch, Ortsteil von Mönchengladbach              | „Halte (es) aus“ |
| Pracht Alaaf                | Pracht                                           | |
| All Rheydt                  | Rheydt                                           | „Alle Rheydter“ (auch Wortspiel mit „all right“) |
| Puff Puff Puffer            | Rheydt                                           | Narrenruf der KG Blau-Weis-Eisenbahner |
| Alau                        | Rommerskirchen                                   | |
| Bugramm Ahoi                | Sankt Aldegund                                   | Bugramm = Sankt Aldegund |
| SäBaLä                      | Sayn                                             | Sääner Barwes Lääwer = „Sayner Barfuß-Läufer“ |
| Kipp en ronner              | Scheuerfeld                                      | „Kipp’ ihn runter“ ist der Ausruf beim Karnevalsverein Scheuerfeld. |
| Schweinheim, wutz, wutz     | Schweinheim (Bad Godesberg)                      | |
| Solig’ lot jonn             | Solingen                                         | „Solingen, lass gehen“ |
| Stommeler Bure! Mühl’ op!   | Stommeln                                         | Stommelner Bauern! Mühle auf! |
| Meck Meck                   | Stromberg (Bendorf)                              | Ausruf des Geißbocks; der Geißbock ist das Wappentier des Stadtteils. |
| Soetelsche Muhresoat        | Süchteln                                         | „Süchtelner Möhrensaat“ |
| Klappertüt!                 | Tönisvorst                                       | „Panhas“ = Buchweizengericht |
| Urbar, Oleim!               | Urbar (bei Koblenz)                              | |
| Hüh Scheldche Alaaf!        | Verscheid, Ortsteil von Breitscheid (Westerwald) | bezeichnet die Gemarkungen Hüh (Höhe) und Scheldche (Schilde) |
| Wähwisch Wehlau!            | Wehbach, ein Stadtteil von Kirchen (Sieg)        | Zusammensetzung des Ortsnamens Wehbach (auf Wähwijer Platt „Wähwisch“) mit „Helau“ |
| Thur Alaaf!                 | Weißenthurm                                      | „Weißenthurm Alaaf“ |
| Pass op                     | Waldbröl                                         | zweigeteilt – Vorrufer: Waldbröl pass – Antwort: op |
| Oh jöjo                     | Wissen                                           | Ausruf bei der Wissener Karnevalsgesellschaft 1856. |
| Wupp-di-ka                  | Wuppertal                                        | Wuppertal die Karnevalsgesellschaft |

#### Eifel/Mosel
| Ruf                     | Ort                      | Erklärung/Beschreibung |
| ----------------------- | ------------------------ | --- |
| Adde Alaaf              | Adenau                   | Der Bereich der Nord-Ost-Eifel ist rheinisch geprägt, Alaaf daher obligatorisch. |
| Jüpp-Hü                 | Bettingen                | |
| Alt Joh                 | Bitburg                  | |
| Juh-Jah                 | Blankenheim              | Der Ursprung ist unbekannt, es existiert allerdings ein komplettes Lied hierzu. |
| Eloh                    | Blankenheim-Freilingen   | |
| Helau                   | Blankenheim-Lommersdorf  | |
| Oh Äh                   | Blankenheim-Uedelhoven   | |
| Hajlo                   | Bollendorf               | |
| Baddaa                  | Brenk                    | |
| Bruttsch-Fankel Helau   | Bruttig-Fankel           | Bruttsch-Fankel = Bruttig-Fankel |
| Schnack-üss             | Dahlem-Baasem            | |
| Helaaf                  | Daun                     | |
| Edscha Awoa un Ella Uhu | Ediger-Eller             | Edscha = Ediger – Ella = Eller |
| Gerolstein Alaaf        | Gerolstein               | |
| Radau                   | Illerich                 | |
| Owei                    | Hain (Niederdürenbach)   | |
| O hü                    | Kerschenbach             | |
| Kaulaydi                | Kordel                   | |
| Helau                   | Kyllburg                 | KKG Kyllburg |
| Lantersche Alaaf        | Lantershofen             | Gemeindeverbund Grafschaft, Kreis Ahrweiler |
| Mayen Mayoh             | Mayen                    | |
| Mechernich Alaaf        | Mechernich               | |
| Muatentrappler          | Mötsch                   | |
| Meenster Alaaf          | Münstermaifeld           | „Münster(maifeld) Alaaf“ |
| Wau Wau                 | Nettersheim              | |
| Knatsch jeck            | Niederzissen             | |
| Maju                    | Ochtendung               | |
| Polesch Helau           | Polch                    | |
| Juch-Hei                | Prüm                     | |
| Ries Padauz             | Roes                     | |
| Joha                    | Sankt Johann (bei Mayen) | |
| Omm Berg                | Schüller                 | |
| Schnipp Schnapp         | Speicher                 | KG Schnipp-Schnapp 1905 e. V. |
| Dajöhh                  | Stadtkyll                | |
| Hinter’m Holz           | Stadtkyll-Niederkyll     | |
| Helau, Halaudi          | Trier                    | |
| Escheld Helaaf          | Uersfeld                 | Da Uersfeld (im Dialekt: „Escheld“) fast genau zwischen den Hochburgen Mainz mit „Helau“ und Köln mit „Alaaf“ liegt, wurden die beiden rheinischen Schlachtrufe zu „Helaaf“ zusammengefügt. |
| Ölme Öwwäh              | Ulmen                    | Von: de Brefträjer, der Briefträger |
| Ojöö                    | Wehr                     | |
| Wilau                   | Winningen/Mosel          | |
| Kreiau                  | Wittlich                 | |
| Zell Miau!              | Zell (Mosel)             | Zeller schwarze Katz als Leitbild für Narrenruf |

#### Westfalen
| Ruf                    | Ort                               | Erklärung/Beschreibung |
| ---------------------- | --------------------------------- | --- |
| Hai-Ho                 | Porta Westfalica Hainholz-Lohfeld | Karnevalsgesellschaft Grün-Rote Bütt Porta Westfalica e. V. |
| Rumskedi Helau         | Beckum                            | westfälisch/niederdeutsches Diminutiv zu „Rums“ im Sinne eines kleinen Unfalls. Wurde ursprünglich mit den Worten „dao schitt de Katt in't Häcksel“ (mundartlich für: Da hat die Katze in's Häcksel geschissen) entgegnet. Gemeint ist wohl, dass das Leben allem Unglück zum Trotz weiter geht. Rumskedi ist heute der Name der Symbolfigur des Beckumer Karnevals, des Katers Rumskedi. |
| Helau                  | Bilstein                          | |
| Diela – Hei            | Coesfeld                          | Ruf der Karnevalsgesellschaft „Die-La-Hei“ (Die lachende Heimat), andere Karnevalsgesellschaften in Coesfeld haben eigene und andere Rufe |
| Helau                  | Dortmund                          | |
| Deunda                 | Stadtlohn                         | vom Plattdeutschen „de unwiesen Dage“, „die verrückten Tage“ |
| He, geck, geck         | Delbrück                          | von mittelniederdeutsch Jeck: „Hallo, Narr“ oder: „Du Narr, du Narr“ (der Ruf im Straßenkarneval) |
| Ha ha vertuit sik      | Delbrück                          | „Es verzieht sich.“ Schlechte Laune soll sich verziehen (der Ruf im Sitzungskarneval). |
| Ten Dondria (Helau)    | Rietberg                          | |
| Festo                  | Ottenstein                        | von mittelniederdeutsch „Frohes Fest“ |
| Heia-Krabau            | Schöppingen                       | „Heimat am krausen Baum“ |
| Maschi Mau             | Gütersloh                         | |
| Quiekpiep              | Ibbenbüren                        | |
| Helaaf                 | Diestelbruch                      | |
| Drilau                 | Bad Driburg                       | Adaption des Rufes „Helau“ Gab es nur für eine kurze Zeit Ursprung aus der Gründung des (Kinder)Karnevalsumzug 1976 Drilau Drilau für Kuchen und Kakao. – in Bad Driburg Driburg Helau |
| Brakel Radau           | Brakel                            | Aus ursprünglich „In Düsseldorf Helau, in Brakel Radau“ wurde „Brakel Radau“. |
| Mochen Helau           | Beverungen                        | Beverunger Bürger bezeichnen sich historisch begründet selbst als Mochen oder Mochenländer. |
| Man teou               | Steinheim                         | Man zu! |
| Olle Meh               | Nieheim                           | Alle mit! |
| Hasi Palau             | Paderborn                         | Kombination des Wappentieres von Paderborn, des Hasen aus dem Dreihasenfenster, und einer Adaption des Rufes „Helau“ mit „Paderborn“ |
| Saalau                 | Saalhausen                        | |
| Knolli Knolli Schabau  | Scharmede                         | aus „Knolle“ (= Zuckerrübe) und „Schabau“ (selbstgebrannter Zuckerrübenschnaps) |
| Verner Au Helau        | Verne (Westfalen)                 | Der „Schlachtruf“ wurde bei Gründung des Karnevalsclubs 1983 ausgedacht; Au steht für das Wasser des Flusses Heder. |
| Kattfiller!            | Attendorn                         | Bei der Eroberung der in der Nähe gelegenen Burg Bilstein wurde von den belagernden Attendornern versehentlich eine Katze mit der Armbrust erschossen – „Katt“ wie „Katze“, „Filler“ von „Pfeil“. |
| Holti Holau            | Hattingen-Ortsteil Holthausen     | Holau als Abwandlung von Helau, abgeleitet von Holthausen, dem Ortsteil in dem traditionell der Rosenmontagsumzug stattfindet. Der Holti ist das Maskottchen des Hattingen-Holthauser Karnevals. |
| Hagau lo gohn          | Hagen                             | von „Hagen lass geh’n“ |
| Gelau                  | Gevelsberg                        | Mischung aus Gevelsberg und „Helau“ |
| Grelau                 | Grevenbrück                       | Mischung aus Grevenbrück und „Helau“ |
| KV Helau               | Kirchveischede                    | KV für Kirchveischede |
| Colau                  | Cobbenrode                        | |
| Has’ Hüp               | Warstein-Niederbergheim           | |
| Drache siup!           | Warstein-Hirschberg               | Hirschberger Platt für „Drache sauf!“, Ableitung vom als Drachenfels bezeichneten Berg, auf dem Hirschberg gegründet wurde. |
| HALEI                  | Medebach                          | Heiter, Anständig, Lustig, EInig |
| Helau                  | Werne (Bochum)                    | beim MGV Cäcilia Karneval im Bochumer Osten, „ein dreifach Cäcilia Helau“ |
| Mantau                 | Bochum                            | Man zu! |
| Lot Jon                | Bochum-Querenburg                 | Lass gehen! Jetzt aber los! beim Theater- und Karnevalsverein Germania 1888 Bochum-Querenburg e. V. (kurz: QKV) |
| Wattsche Helau         | Bochum-Wattenscheid               | |
| Hülau                  | Hützemert                         | |
| Drolau                 | Drolshagen                        | |
| Ochtrup Buäh           | Ochtrup                           | „Buäh“ ist ein Ausspruch der Verwunderung, welcher fast nur in Ochtrup verwendet wird. Auf selbstironische Weise hat sich „Ochtrup Buäh“ in den letzten Jahren zum Narrenruf entwickelt. |
| Helau                  | Münster                           | |
| Hipp Hipp, Meck Meck   | Münster-Wolbeck                   | Am ZiBoMo (Ziegenbock Montag) wird in Münster-Wolbeck „Hipp Hipp, Meck Meck, määäähhhhh“ gerufen. |
| Pilau                  | Gronau-Epe                        | Ausdruck der Eper „Pilepatten“ (Enten) als Abwandlung von „Helau“ |
| Mogby Helau oder Helau | Telgte                            | |
| Helau                  | Erlinghausen (Marsberg)           | „Ein dreifach donnerndes Erlinghausen Helau!“ |

### Rheinland-Pfalz
Während die Narrenrufe der nördlichen Teile von Rheinland-Pfalz unter Nordrhein-Westfalen und nördliches Rheinland-Pfalz und Eifel eingeordnet sind, sind in der nachfolgenden Tabelle die Rufe im restlichen, d. h. südlichen, östlichen und westlichen Rheinland-Pfalz (Pfalz, Rheinhessen, Hunsrück) aufgeführt. Der bekannteste Ruf ist Helau aus Mainz, welches auch im dortigen Umkreis gerufen wird. Dennoch gibt es Orte, die ihre eigenen Rufe haben.
| Ruf                    | Ort                          | Erklärung/Beschreibung                                         |
| ---------------------- | ---------------------------- | -------------------------------------------------------------- |
| Helau                  | Ayl                          |                                                                |
| Helau                  | Mainz                        | wird auch in den meisten Orten in Rheinhessen gerufen          |
| Holau                  | Horbach                      | auch Horbach-Holau                                             |
| Dolau                  | Alzey                        |                                                                |
| Wauwau                 | Weinheim                     |                                                                |
| Ahoi                   | Ludwigshafen am Rhein        |                                                                |
| O Leit her             | Mehring                      | = Oh Leute her! bzw. Oh Leute, kommt her!                      |
| Hau Rein!              | Schoden                      |                                                                |
| Allez-Hopp!            | Greimerath                   |                                                                |
| Hau Ruck!              | Saarburg                     |                                                                |
| Serrsch Noun Da Je!    | Serrig                       | Noun = Achtung, Aufgepasst da je = schnell, beeile dich        |
| Mier senn doh!         | Wiltingen                    |                                                                |
| Hei Her – Do Her       | Konz-Oberemmel               | Emmler Carnevals Club Hei-Her/Do-Her 1983 e. V.                |
| Wenicher Wei Rünn!     | Wincheringen                 |                                                                |
| Kalau!                 | Kaiserslautern               |                                                                |
| Rhe-na                 | Rheinzabern                  | Rheinzaberner Narren                                           |
| Schuppla               | Planig                       | Die lustigen Schuppesser e. V.                                 |
| Schien glaat!          | Freudenburg                  | Freudenburger KarnevalsKlub (FKK) / Schien glaat = schön glatt |
| Trisch – Lau           | Dahn                         | abgeleitet vom pfälzischen Fabelwesen Elwetritsch              |
| Ki – Bo                | Kirchheimbolanden            |                                                                |
| Ajo                    | Herxheim am Berg             |                                                                |
| Herxemer Wind bloos    | Herxheim bei Landau/Pfalz    | Karnevalverein Herxemer Wind e. V.                             |
| Bockrem – Helau        | Bockenheim                   | Bockenheimer Carneval-Verein von 1964 e. V.                    |
| Galau                  | Landau in der Pfalz/Umgebung | Ursprung von „Gartenstadt Landau“                              |
| Rolau                  | Rodalben                     |                                                                |
| Hoschem Ahle Hau       | Koblenz-Horchheim            |                                                                |
| Wellau                 | Welgesheim                   | Welgesheimer Wiesbachnarren 1982 e. V. (WWN)                   |
| Wöllau                 | Wöllstein                    |                                                                |
| Welle Baie - Summ Summ | Monzelfeld                   | „Wilde Bienen - Summ Summ“                                     |

### Saarland
Im Saarland und vereinzelt in anderen Regionen ist der Ausruf „Alleh hopp!“ verbreitet. Er ist abgeleitet vom französischen Begriff „allez hop!“, der in etwa „los geht’s!“ bedeutet. Allerdings betont man das verballhornte „alleh“ nach saarländischer Art auf der ersten Silbe.
- Bexbach: DiLaHei! (von „Die lachende Heimat“)[35]
- Britten: Allez-hopp!
- Dillingen-Diefflen: Nau je![36]
- Großrosseln: Doll Doll!
- Herrensohr (Kaltnaggisch): Gudd druff!
- Homburg, Blieskastel: Nix wie druff!
- Humes: Alleh hopp!
- Illingen: Alleh hopp!
- Kirkel: Alleh hopp!
- Lebach: Da je!
- Losheim am See: Allez-hoi!
- Merzig: Da je!
- Nalbach: Alleh hopp!
- Neunkirchen: Heijo!
- Ommersheim: Sack zu!
- Ottweiler: Alleh hopp!
- Reinheim, Rubenheim: Alleh hopp!
- Saarbrücken: Alleh hopp!
- Saarhölzbach: Hol-Iwwa!
- Saarlouis: Alleh hopp!
- Schwalbach-Hülzweiler: Alleh hopp!
- St. Ingbert: Alleh hopp!
- St. Wendel: Alleh hopp!
- Völklingen: Da Je!
- Völklingen-Ludweiler: Hellau!
- Völklingen-Geislautern: Alleh hopp!
- Weiskirchen: Simsalabim alaaf!

### Sachsen
In Hohenstein-Ernstthal, ruft man: „traat veeder“!
- Leila – Helau
  - ist der übergreifende Ruf aller Faschingsvereine der Stadt Leipzig, in Anlehnung an das Maskottchen des Leipziger Karnevals der Löwe.
- Rabu
  - Der „Schlachtruf“ wurde zum ersten Mal am 16. Februar 1958, beim ersten Karnevalsumzug der sächsischen Hochburg Radeburg gerufen. Er ist ein „einfach zweigeteilter Ruf“. Die Vorlage ist „Ra!“ und das närrische Volk antwortet mit „Bu!“ Die höchste Steigerungsform besteht aus drei einzelnen Vorlagen und drei einzelnen Antworten. Das närrische Volk wird aufgefordert zum „dreifach donnernden“ „Ra! – Bu! Ra! – Bu! Ra! – Bu!“

Leipzig ist für seine aktive Studentenclub- und Studentenelferratsszene Leipziger Studentenfasching bekannt. Bei den einzelnen Vereinen gibt es eine Vielzahl von unterschiedlichen Rufen, die meist studienspezifisch sind:
| Ruf | Verein                                   | Erklärung/Beschreibung                                              |
| --- | ---------------------------------------- | ------------------------------------------------------------------- |
| traat veeder | Carnevals Club RoWeHe                    | wird dreimal gerufen                                                |
| Saxonia – Helau | Dresdner e. V.                           | wird dreimal gerufen, am Ende des dritten Mals: Helau, Helau, Helau |
| Gaudeamus – Igitur | Mediziner                                |                                                                     |
| TV – Helau | Veterinärmediziner                       | jeweils dreimal gerufen                                             |
| Bio – Top | Biologen                                 |                                                                     |
| Ba – Hu | Bauingenieure/Studenten der HTWK Leipzig | jeweils dreimal gerufen                                             |
| Hochkant Helau! | Leipziger Krochas                        |                                                                     |
| Geld rein – Sau raus | Wirtschaftswissenschaftler               |                                                                     |
| Schlau, wie Ein – Stein!                                                                                                  | Physiker und Geologen                    | jeweils dreimal gerufen                                             |
| Chemiker wo seid Ihr? – Hier! Wollt ihr je was anderes sein? – Nein! Was wollt Ihr dann? Che – mie, Che – mie, Che – mie! | Chemiker                                 |                                                                     |
| DHfK – dicke da, DHfK – dicke da, DH – FKK                                                                                | Sportler                                 |                                                                     |
| Sorabija – haleluja, Sorabija – haleluja, Zaklate – fufcich, Zaklate – fufcich, Hej!                                      | Sorabija                                 |                                                                     |
| KeGruBrau – Helau | Karnevalsklub Kesselsdorf e. V.          | bestehend aus den Ortsteilen KEsselsdorf, GRUmbach und BRAUnsdorf   |

### Sachsen-Anhalt
Auch in Sachsen-Anhalt genießt der Karneval (hier allerdings mehr als Fasching bezeichnet) eine lange Tradition.
Allerdings wurde zu DDR-Zeiten weniger Wert darauf gelegt, und so verfiel der Karneval zu dieser Zeit in einen lang anhaltenden Dornröschenschlaf, der bis zu Wendezeit anhielt.
| Ruf                                | Verein                                         | Erklärung/Beschreibung                                                                                    |
| ---------------------------------- | ---------------------------------------------- | --- |
| Lazi Hopp                          | Bernburger Karneval Club e. V.                 | Lazi ist der Name des Maskottchens des BKC (der Bernburger Bär)                                           |
| HKC-Olé                            | Holzdorfer Karnevals Club e. V. 1982           | |
| Ku Ka Kö                           | 1. Köthener Karnevalsgesellschaft 1954         | Kuh-Kaff Köthen                                                                                           |
| Hei-Lu-Ve                          | Karnevalsklub Gölzau e. V.                     | Heiter, lustig und vergnügt                                                                               |
| Kaki-Helau                         | Langendorfer Carnevals-Club e. V. 1964         | |
| Horrido, fass die Sau am Schwanze! | Schackstedter Karneval Verein e. V.            | |
| Imme Mau                           | Immekather Carneval Club e. V.                 | |
| Pfeffer – Salz                     | Männerchor d. Staßfurter Handwerks e. V.       | geht auf die Geschichte der Salzstadt Staßfurt zurück, die den ersten Kalisalzschacht der Welt beherbergt |
| Wu De Schö                         | Werdershausener Carneval Verein e. V.          | ist Mundart und heißt WunDerSchön                                                                         |
| Sandoria-Hellau                    | Sandersdorfer Karnevalsverein e. V.            | |
| Zschernaria-Helau                  | Karnevalsclub Zscherndorf 1976 e. V.           | |
| Rottscher-Hellau                   | Roitzscher Carnevalsverein e. V.               | |
| Ram’l-Hellau                       | Ramsiner Carneval Verein e. V.                 | |
| Osterburg Allemoal                 | Osterburger Carnevals-Gesellschaft e. V.       | |
| Springer Ahoi!                     | HCV Rot Weiß Halle e. V.                       | |
| Ida-Hie                            | Lobitzscher Kultur- und Traditionsverein e. V. | Entstanden aus „Ida wo bist du?“ und der Antwort „Hier!“ (Mundart)                                        |
| Zerbest – Helau                    | CCZ Rot Weiß Zerbst e. V.                      | |
| Wigo Helau                         | Karnevalclub Wegeleben e.V. 1964               | |

### Schleswig-Holstein
- Marn hol fast
  - Ruf der Narren in Marne, Karnevalshochburg in Dithmarschen schon seit vielen Jahrzehnten
- Moorrege Ahoi
  - Ruf der Narren in Moorrege (Kreis Pinneberg), Moorreger Karnevalisten
- Schnakenbek Alaaf
  - Ruf der Narren in Schnakenbek (Kreis Hzgt. Lauenburg), Schnakenbeker Carnevalsverein e. V.
- Büsum Ahoi
  - Ruf der Narren in Büsum (Kreis Dithmarschen), Büsumer Karnevalsverein von 1958 e. V.
- Rendsburg Hellau
- Ruf der Narren in Rendsburg, Carneval-Club Rendsburg e. V.[39]

### Thüringen
| Ruf                                                                    | Ort/Verein                                                  | Erklärung/Beschreibung |
| ---------------------------------------------------------------------- | ----------------------------------------------------------- | --- |
| Woesinge Ahoi! (Plattdeutsch) alternativ: Wasungen Ahoi! (Hochdeutsch) | Wasungen                                                    | Karneval seit 1524. Der Ruf kommt traditionell von den Flößern, die die Werra befahren haben. |
| Apolle – Hinein!                                                       | Apolda                                                      | |
| Erfordia – Heijo!                                                      | Erfurt                                                      | vermutlich nach einem der ersten Erfurter Karnevalsprinzen „Heinz-Joachim“ |
| Finsterbersch – Helau!                                                 | Finsterbergen                                               | |
| Gag Helau!                                                             | Viernau                                                     | „Gag“ mundartlich für Rabe, das Viernauer Wappentier |
| Ilmenau – Helau!                                                       | Ilmenau                                                     | |
| Kikiri – ki                                                            | Eisenach                                                    | auch zum Sommergewinn gebräuchlich |
| Hulla, Hulla – Helau!                                                  | Ca-Cu-Ba-Go-Si in Gotha OT Siebleben                        | |
| KKH – Helau!                                                           | Erfurt                                                      | vereinsinterner Ruf des mitgliederstärksten Erfurter Karnevalsvereins „Karneval-Klub-Helau“ |
| Sulli Sulli Helau                                                      | Suhl                                                        | |
| Technika – Fass die Sau                                                | Jena                                                        | Beim LNT ruft man „Technika – Fass die Sau, Hussassa – Küss die Sau“. Der erste Teil kam erst in den 1980er Jahren hinzu. Der Ausruf „Technika“ geht dabei auf den Ursprung des Vereins, der früheren Sektion Technologie an der Friedrich-Schiller-Universität Jena, zurück. |
| Roons Galle Galle                                                      | Raniser Ritterfaschingsverein e. V.                         | |
| Trips Trill                                                            | 1. Triptiser Carneval Verein                                | |
| Schlepp’chen Quietsch Quietsch                                         | Carnevalsclub Schlettwein                                   | |
| Hellau-Lommesteen soooooo Blau!                                        | Karnevalsverein Blau-Gold Bad Lobenstein                    | |
| Gießübel HE-JO                                                         | GCC e. V. in Gießübel                                       | |
| Hussassa-beiß die Sau                                                  | RCC Rüdersdorf                                              | vereinsinterner Ruf |
| Wurzbach Alaaf!                                                        | Wurzbach                                                    | |
| Duhlendorf Krah Krah!                                                  | Neustadt an der Orla                                        | |
| Orlamünne – Helau                                                      | Orlamünde                                                   | |
| Ziegenrück, Kiere – Kiere                                              | Ziegenrücker Karnevalsgesellschaft „Blau – Weiß“ 1984 e. V. | |
| Rolscht – Gelle, Gelle!                                                | Rudolstadt                                                  | |
| Stadtilm – Helau!                                                      | Stadtilm                                                    | |
| Bretleben – Helau                                                      | Bretlebener Carneval Verein e. V.                           | |
| Königsee – Allee!                                                      | Karnevalsgesellschaft „Unweiser Rat Königsee – seit 1391“   | [ 40 ] |
| Waldhausen Halli? Hallo!                                               | OCV e. V. – Oberbösaer Carneval Verein                      | |
| Solze – Taut Uff                                                       | Salzaer Carneval Club e. V. – Salza (Nordhausen)            | gegründet 1987 |

## Österreich

### Burgenland
- Güssing: Gü-gü, Sing-sing[41]
- Loretto: Lolo-retto[41]
- Oberpullendorf: Pulai-Pulai[41]

### Kärnten
- Althofen: Äha- schau schau
- Arnoldstein: Drei-Drei (abgeleitet vom Schnittpunkt dreier Länder)
- Baldramsdorf: Lei Ka Sun
- Bodensdorf: Rams-Rams
- Feistritz an der Drau: Lei Gleich
- Feldkirchen: Gluck-Gluck
- Ferlach: Bumm Bumm
- Frauenstein: Eanta- do schon
- Friesach: A-u A-u
- Fürnitz: Fü-lei[42]
- Gmünd: He Du
- Gnesau: Auwe-Auwe[43]
- Griffen: Adabei
- Gurnitz: Gur Gur
- Hermagor: Lei-Her
- Klagenfurt: Bla-bla
- Kötschach-Mauthen: Bussi, bussi, Lei-Lei
- Malta: He Ma
- Maria Gail: Lei Lei Ma Gai
- Millstatt am See: Jo Mei
- Mittertrixen: Tri Tri
- Reichenau: Lei noch[43]
- St. Andrä: Nia gnua[44]
- Bad St. Leonhard im Lavanttal und Lavamünd: Lei blau
- Sankt Veit an der Glan: Namla woll-woll
- Spittal an der Drau: He-Lei
- Steindorf: Du-Du[43]
- Steuerberg: Ho-Schluck[43]
- Straßburg in Kärnten: Dei-dei
- Tiffen: Sing-Sing[43]
- Treffen am Ossiacher See: Tra la la[42]
- Villach: Lei-Lei
- Völkermarkt: Blatsch-Blatsch
- Waidmannsdorf (Stadtteil von Klagenfurt): Wai-wai
- Wolfsberg: Lei Losn’n[45]
- Zweikirchen: Zwei Zwei

### Niederösterreich
- Aspang: AuWeh[46]
- Ardagger: MA-ST-KO-ST[46]
- Bad Vöslau: VÖ VÖ[46]
- Bad Erlach: 1,2,3 Erlei-Erlei[46]
- Berndorf: Brumm-Brumm[46]
- Biedermannsdorf: LU LEI LA LAU[46]
- Bruck/Leitha: Halli-Hallo[46]
- Felixdorf: Miau-Miau[46]
- Gaaden: Gaudee[46]
- Gumpoldskirchen: Prost-Prost[46]
- Guntramsdorf: Qua-Qua
- Hainburg: Hei-Hei-Mo-Mo[46]
- Hinterbrühl: Hi-Hi-Brüh-Brüh[46]
- Kottingbrunn: Göd-Aus[46]
- Laa/Thaya: He-He-Laa-Laa[46]
- Langenlois: LALO[46]
- Maissau: Mai-Mai Sau-Sau[47]
- Mautern an der Donau: Mau-Mau[46]
- Mödling: Mö-Mö[46]
- Moosbrunn: Moos-Moos[48]
- Neudörfl: Moila-Fanga[46]
- Neulengbach: Neu-Neu[46]
- Neunkirchen: Neu-Neu[46]
- Ober-Grafendorf: OGRA[46]
- Oberndorf-Herzogenburg: Ohe-Ohe[46]
- Oberwaltersdorf: Juppi-Juppi-OWADO[46]
- Pernitz: Bla-La[46]
- Pressbaum: Tu-Pre-Wo[46]
- Purkersdorf: Au-Weh[49]
- Rohrbach an der Gölsen: Ole[46]
- Spillern: Spillern He-Lau
- Traiskirchen: Halli-Hallo[46]
- Vösendorf: VÖ-VÖ[46]
- Wiener Neudorf: Neudorf Ole-Neudorf Ok[46]
- Wiener Neustadt: AEIOU-Uhu-Uhu-Uhu[46]

### Oberösterreich
- Bad Hall: Ba-Ha[50]
- Braunau am Inn: Braunau Schau Schau[50]
- Ebelsberg-Kleinmünchen: Eber-Eber[50]
- Ebensee: Nuss-Nuss[50]
- Eberschwang: Hutzi-Hutzi[50]
- Eferding: Wüü – Mau, auf hochdeutsch: Wilder Mann – hier wird auf die Sage des „Wilden Mannes von Eferding“ angespielt
- Eggendorf im Traunkreis: Elei[50]
- Frankenburg am Hausruck: Fra-Hu-Wau Wau[50]
- Gallspach: Galli-Galli[50]
- Inzersdorf im Kremstal: Inzi-Inzi[50]
- Kirchdorf an der Krems: Kiri-Kiri-Hei[50]
- Lambach: LA-FA[50]
- Marchtrenk: MALAU[50]
- Micheldorf: NAZU – MIDO[50]
- Oberkappel: Ranna Ranna – bå bå, verwendet beim Oberkappler Narrenkastl in Anlehnung an den Fluss Ranna und das Wort „Bach“ (im Dialekt bå ausgesprochen)
- Ottnang: Wi-ga Wi-ga[50]
- Perg: Müh-Müh[50]
- Pregarten: Prelau[50]
- Raab: Raaba-Raaba[50]
- Riedau: Helau-Riedau[50]
- Rufling: Rufi-Rufi-EILISCHO[50]
- Sattledt: Sa-Lei[50]
- Schlierbach: Schlieri-Schlieri-Hei[50]
- Schwertberg: Rau-Rau
- Thaling: Tha – Lei[50]
- Timelkam: Fa-Gi-Ti-Hurra[50]
- Vorchdorf: Vori-Dori[50]
- Windischgarsten: Wi-ga Wi-ga[50]

### Salzburg
- Berchtesgaden: BGD Rot-Blau[51]
- Kuchl: Semmei-Semmei[51]
- Plainfeld: Hobts a Hond frei?[51]
- Salzburg: HE MU[51]
- St. Gilgen: Gilli – Gilli[51]

### Steiermark
- Alpl: Alplei[52]
- Bad Gleichenberg: Glei-Glei-Gluck-Gluck[52]
- Bad Radkersburg: Ra-Ra[52]
- Bärnbach: BFC[52]
- Fohnsdorf: Kohlèè[52]
- Frohnleiten: Froh-Lei[52]
- Gaishorn am See: Haligai[52]
- Gratkorn: Wui-Wui[52]
- Graz: Graz-Ahoi[52]
- Gröbming: Lumumba[52]
- Judendorf-Straßengel: PLEM-PLEM[52]
- Kirchberg an der Raab: Geililo[52]
- Knittelfeld: Samma-Do[52]
- Köflach: Kö-Kö-Kölala[52]
- Leoben: He-Du[52]
- Ligist: Jo-Li[52]
- Liezen: ÖHA[52]
- Murau – Narrisch Guat: Narrisch Guat[52]
- Mürzzuschlag: Mürz-auf[52]
- Spielberg: Spüma-zaum[52]
- Strass: Samawiedaguat[52]
- Weiz: Hetta Hetta Hoppale[52]
- Zeltweg: Bla-Bla[52]
- Sankt Georgen an der Stiefing: Stolzig-Stolz

### Tirol
- Vomp: Salve Fonapa!
- Stumm im Zillertal: Jahoi!!!
- Jenbach: Tengel Tengel
- Schwaz: Prost Salve!
- Seefeld in Tirol: Hö Hö Höpfeler!
- Sillian im Pustertal: Rante Putante[53]
- Kufstein: Weckauf

### Vorarlberg
- Götzis: Lumpa Lumpa - Hoi Hoi Hoi
- Dornbirn: Maschgoro Maschgoro – Rollolo, Schießt da Hafa – Decklat voll
- Hohenems: Duri duri duri-o
- Hörbranz: Ruggi, Ruggi - Ho
- Feldkirch: Spälta – Spälta – hoch[54]
- Altenstadt (Feldkirch): Nafla, Nafla – Zua!
- Bregenz: Ore Ore – Ore Ore
- Lauterach: Ore Ore Türbolar
- Bludenz: Jöri Jöri – Kuttlablätz
- Hard: Hi Ha Ho[55]
- Höchst: Narro hoi
- Fußach: Ore Ore – Ore Ore
- Schwarzach: Schliefa, Schliefa – Pfellapfiefa
- Alberschwende: He, Wo – A Wildsau
- Wolfurt: Ure, Ure – Hafoloab
- Nenzing: Stiera, Stiera – Hoo
- Schlins: Schnegg, Schnegg – gugg, gugg
- Stallehr: Biggi – biggi – mäh
- Göfis: Wau, Wau – Miau
- Lustenau: Greotli Greotli, Fizo Fazoneotli[56]
- Brand: Färle, Färle – Hutsch Hutsch[57]
- Bürs: Krotta, Krotta – Quak Quak[57]
- Nüziders: Birä, Bira – Mähl[58]
- Koblach: Scholla, Scholla – Bära

### Wien
- Währing: Ring, Ring, Wahring[41]
- Jedlersdorf: Urli-Urli[41]
- Döbling: Dö-dö, bling-bling[41]
- Ober St. Veit: HaHaHa-Hallotria[41]
- Meidling: Mei-Mei[41]

## Ostbelgien
Im deutschsprachigen Teil Belgiens (Ostbelgien) feiert man rheinischen Karneval. Klassische Narrenrufe sind Alaaf, vor allem in Kelmis und Eupen nahe bei Aachen, auch in Emmels bei Sankt Vith, und Helau im südlichen Teil Ostbelgiens. In Sankt Vith ruft man „Fahr’m dar“, das so viel bedeutet wie „Lange ordentlich hin!“

## Südliche Niederlande
Im katholischen Süden der Niederlande wird in den Regionen Noord-Brabant und Limburg Karneval gefeiert. Insbesondere in Kerkrade, Heerlen, Maastricht und weiteren Städtchen in Süd-Limburg wird Alaaf gerufen, so dass man von Köln, Aachen oder Ostbelgien kommend beim Narrenruf keine Grenze spürt.